# Турисмод
Турисмод (на латински: Turismodus; † 552 г.) е най-големият син на Туризинд († 560), кралят на гепидите и брат на Кунимунд († 567 г.) и на Аустригуза (или Острогота), омъжена от 512 г. за лангобардския крал Вахо (упр. 510 – 540).
Резиденцията на гепидите е в Сирмиум (днес Сремска Митровица в Сърбия). Той е командир на войската в Сирмиум.
Турисмод е убит през 552 г. от Албоин, синът на крал Аудоин, в битката при Асфелд между лангобардите и гепидите в Панония Секунда.
Турисмод има син, Рептила, който по време на управлението на Кунимунд служи в Сирмиум.